# Les Yeux de l'amitié
Les Yeux de l'amitié (If I Had Wings) est un téléfilm canadien réalisé par Allan Harmon et diffusé en décembre 2013.

## Synopsis
Alex Taylor a dix-sept ans et rêve de voler et de courir pour l'équipe de cross-country de son lycée. Malheureusement, ses rêves sont hors de sa portée car il est aveugle depuis l'âge de deux ans. Alex, déterminé, s'entraîne avec son père, Geoff, jusqu'au jour où Geoff n'arrive plus à suivre son fils. Il doit donc trouver un partenaire pour qu'Alex puisse espérer intégrer l'équipe. Geoff le trouve en la personne de Brad Coleman, un camarade d'Alex, qui s'est fait prendre en plein vol dans la journée et a de très nombreux ennuis avec la loi. Geoff fait un marché pour que Brad n'aille pas en prison, si en échange, Brad devient le partenaire d'Alex. De là nait une amitié surprenante.

## Fiche technique
- Titre original : If I Had Wings
- Titre français : Les Yeux de l'amitié
- Réalisation : Allan Harmon
- Scénario : Michael Markus, Tim Stubinski
- Photographie : Neil Cervin
- Musique : Stu Goldberg
- Sociétés de production : Really Real Films, Two 4 The Money Media
- Pays :  Canada
- Langue : anglais
- Genre : drame
- Durée : 89 minutes
- Date de diffusion :
  - Canada : décembre 2013
  - France : 10 janvier 2015 sur TF1

## Distribution
- Richard Harmon (VF : Gauthier Battoue) : Alex Taylor
- Jaren Brandt Bartlett (VF : Fabrice Fara) : Brad Coleman
- Craig Bierko (VF : Jean-Philippe Puymartin) : Geoff Taylor
- Jill Hennessy (VF : Françoise Cadol) : Sandy Taylor
- Lorne Cardinal : Angus Coleman
- Genevieve Buechner : Julie
- Jessica Harmon (VF : Armelle Gallaud) : Madame McVie
- Dylan Playfair (VF : Cédric Dumond) : Tyson
- Alexander Calvert : Vince
- Alex Barima : Mitchell
- Bryce Hodgson : Billy
- Lyle Reginald : Ricky Coleman
- Taylor Russell McKenzie : Amy
- Aren Buchholz : Grand garçon
- Colin Foo : Propriétaire du magasin
- Brad Kelly : Policier
- Adam Boys : Jogger
- Lee Majdoub : Contremaître
- Douglas Ennenberg : Ami de Tyson
- Maddie Phillips : Ami d'Amy
- Patrick McIntyre : Adolescent
- Giorgio Cogrossi : Marshall
- Nancy Hicks : Infirmière scolaire
- David Turko : Coureur